# Courageous Cat and Minute Mouse
Courageous Cat and Minute Mouse, ou O Gato Corajoso e o Rato Minuto, como foi lançado no Brasil, era uma série de desenhos animados produzidos para a TV em 1960-1962. Paródia dos super-heróis dos quadrinhos Batman & Robin, tem como curiosidade o fato de que seu criador foi Bob Kane, o mesmo da clássica dupla dinâmica. A série teve 130 episódios.
O Gato Corajoso e o Rato Minuto combatiam a bordo de um veículo especial (o Catmobile) e um dos seus maiores inimigos era o chefão do crime Mr. Frog (que fumava um charuto e imitava o famoso ator Edward G. Robinson).
No Brasil a série foi exibida em 1987 na programação infantil do SBT.